# فنلاند در المپیک تابستانی ۱۹۶۴

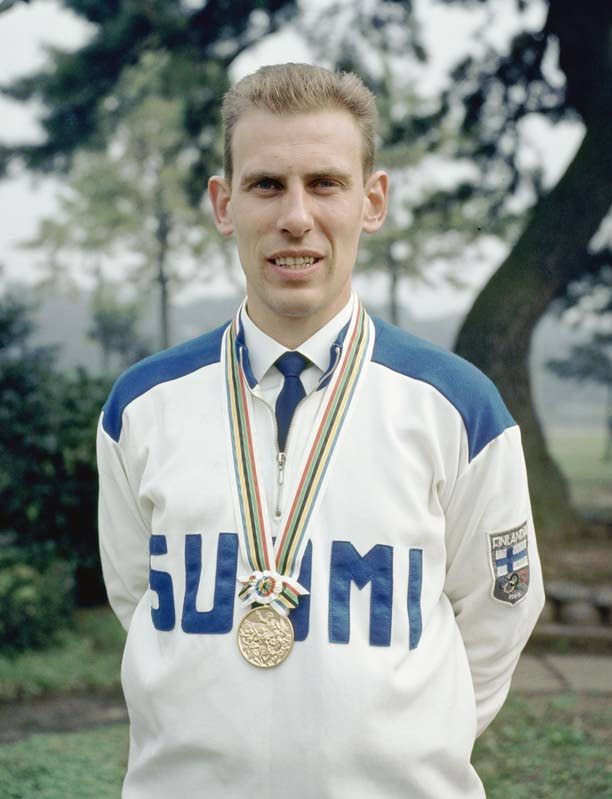
مدال پتی لینوسوو

فنلاند در بازی‌های المپیک تابستانی ۱۹۶۴ که در شهر توکیو ژاپن برگزار شد، کاروان فنلاند با ۸۹ ورزشکار در این رقابت‌ها شرکت کرد و موفق به کسب ۵ مدال (۳ طلا، ۰ نقره، ۲ برنز) شد. در جدول رتبه‌بندی توزیع مدال‌ها، فنلاند در ردهٔ ۱۲ مسابقات قرار گرفت.